# 庫蘇古爾湖
库苏古尔湖靠近蒙古国和俄罗斯边界，水域总面积为2,760平方公里，一共有大小96条河流汇入湖中，湖水储量为3,800亿立方米，是蒙古重要的淡水储备。该湖水经额金河注入蒙古最大的河流色楞格河，最终汇入到俄罗斯的贝加尔湖，最深处可达262.4米。